# Naturschutzgebiet Nieper Altrheinrinne
Koordinaten: 51° 24′ 23″ N, 6° 33′ 6″ O
Das Naturschutzgebiet Nieper Altrheinrinne liegt auf dem Gebiet der Stadt Neukirchen-Vluyn im Kreis Wesel in Nordrhein-Westfalen.
Das aus drei Teilflächen bestehende Gebiet erstreckt sich südlich der Kernstadt Neukirchen-Vluyn, östlich von Tönisberg und südlich der A 40. Südlich des Gebietes – auf dem Stadtgebiet von Krefeld – erstreckt sich das  430 ha große Naturschutzgebiet Hülser Bruch (KR-006).

## Bedeutung
Für Neukirchen-Vluyn ist seit 1989 ein rund 70,0 ha großes Gebiet unter der Kenn-Nummer WES-043 als Naturschutzgebiet ausgewiesen. 